# Serafin (Mieszczeriakow)
Serafin, imię świeckie Jakow Michajłowicz Mieszczeriakow (ur. 6 marca?/18 marca 1860 w Chłystowce, zm. 7 maja 1933) – biskup Rosyjskiego Kościoła Prawosławnego, w latach 1922–1924 hierarcha Żywej Cerkwi.

## Życiorys
Ukończył gimnazjum klasyczne w Penzie, a następnie studia w Petersburskiej Akademii Duchownej. Będąc na ostatnim roku studiów, 13 października 1884 złożył śluby zakonne i po piętnastu dniach został hierodiakonem, zaś 8 maja 1885 – hieromnichem. W 1888 skierowany do pracy w seminarium duchownym w Chełmie, już jako archimandryta. Po pięciu latach został przeniesiony do Tyflisu na stanowisko rektora tamtejszego seminarium duchownego. 23 sierpnia 1898 miała miejsce jego chirotonia na biskupa ostrogskiego, wikariusza eparchii wołyńskiej. 4 czerwca 1902 został przeniesiony na katedrę połocką i witebską, zaś 25 czerwca 1911 został biskupem irkuckim i wiercholeńskim (po skandalu, jaki wywołały jego listy do ihumeni monasteru w Witebsku). 11 grudnia 1915 Świątobliwy Synod Rządzący przeniósł go w stan spoczynku i wyznaczył jako stałe miejsce przebywania monaster Zaśnięcia Matki Bożej w Krasnojarsku, jednak już na początku roku następnego uczynił go tymczasowym przełożonym monasteru św. Mikołaja w Babajewsku w eparchii kostromskiej. W 1922 ponownie został biskupem ordynariuszem, obejmując katedrę kostromską i galicką.
W tym samym roku oficjalnie zgłosił akces do Żywej Cerkwi. 16 czerwca razem z arcybiskupami Eudokimem (Mieszczerskim) i Sergiuszem (Stragorodskim) opublikował dokument, w którym ruch ten odrzucał zwierzchność patriarchy Tichona. W tym samym roku Wyższy Zarząd Cerkiewny, najwyższy organ Żywej Cerkwi, mianował go metropolitą mohylewskim, zaś w 1924 – metropolitą Niżnego Nowogrodu. Jednak w tym samym roku hierarcha Serafin ogłosił swoje zerwanie z odnowicielstwem i złożył publiczny akt pokuty. Został ponownie przyjęty do Rosyjskiej Cerkwi z godnością arcybiskupią.
26 czerwca 1927 został biskupem tambowskim, zaś 28 stycznia 1928 został przeniesiony na katedrę stawropolską. 19 kwietnia 1932 podniesiony do godności metropolity, w roku następnym przeszedł w stan spoczynku. Niemal natychmiast, 17 stycznia 1933 został aresztowany po zarzutem przynależności do „cerkiewno-monarchistycznej organizacji o nazwie Synod Południowo–Rosyjski”. 7 maja 1933 stracony przez rozstrzelanie.
31 maja 1990 został całkowicie zrehabilitowany.